# Royal League 2005/06
De Royal League 2005/06 was de tweede editie van dit Scandinavisch voetbaltoernooi. Uit Denemarken, Noorwegen en Zweden namen de top vier clubs deel. De eerste fase, die in november startte, bestond uit drie groepen van vier clubs waarna de top twee en de twee beste nummers drie door gingen naar de kwartfinale. Middels het knock-outsysteem bereikten FC Kopenhagen en Lillestrøm SK de finale op 9 april in Kopenhagen. FC Kopenhagen wist voor de tweede maal te zegevieren.

## Eerste Ronde
Groep 1 
| Datum            | Thuisclub             | Uitslag | Uitclub               |
| ---------------- | --------------------- | ------- | --------------------- |
| 24 november 2005 | FC Midtjylland        | 4-0     | Vålerenga IF Oslo     |
| 24 november 2005 | IK Start Kristiansand | 2-4     | Hammarby IF Stockholm |
| 27 november 2005 | Vålerenga IF Oslo     | 3-1     | IK Start Kristiansand |
| 8 december 2005  | IK Start Kristiansand | 1-1     | FC Midtjylland        |
| 8 december 2005  | Hammarby IF Stockholm | 0-0     | Vålerenga IF Oslo     |
| 11 december 2005 | IK Start Kristiansand | 3-3     | Vålerenga IF Oslo     |
| 12 december 2005 | Hammarby IF Stockholm | 2-2     | FC Midtjylland        |
| 9 februari 2006  | FC Midtjylland        | 4-1     | Hammarby IF Stockholm |
| 12 februari 2006 | Vålerenga IF Oslo     | 0-1     | FC Midtjylland        |
| 12 februari 2006 | Hammarby IF Stockholm | 4-0     | IK Start Kristiansand |
| 16 februari 2006 | FC Midtjylland        | 1-1     | IK Start Kristiansand |
| 16 februari 2006 | Vålerenga IF Oslo     | 2-1     | Hammarby IF Stockholm |

 Klassement Groep 1 
| Plaats | Land                  | W : w - g - v | Punten | Doelsaldo |
| ------ | --------------------- | ------------- | ------ | --------- |
| 1      | FC Midtjylland        | 6 : 3 - 3 - 0 | 12     | 13-5      |
| 2      | Hammarby IF Stockholm | 6 : 2 - 2 - 2 | 8      | 12-10     |
| 3      | Vålerenga IF Oslo     | 6 : 2 - 2 - 2 | 8      | 8-10      |
| 4      | IK Start Kristiansand | 6 : 0 - 3 - 3 | 3      | 8-16      |

 Groep 2 
| Datum            | Thuisclub     | Uitslag | Uitclub       |
| ---------------- | ------------- | ------- | ------------- |
| 10 november 2005 | Kalmar FF     | 1-1     | Brøndby IF    |
| 24 november 2005 | Lillestrøm SK | 0-0     | FC Kopenhagen |
| 27 november 2005 | Lillestrøm SK | 0-0     | Kalmar FF     |
| 8 december 2005  | Kalmar FF     | 0-2     | Lillestrøm SK |
| 8 december 2005  | FC Kopenhagen | 1-1     | Brøndby IF    |
| 11 december 2005 | Kalmar FF     | 1-0     | FC Kopenhagen |
| 11 december 2005 | Brøndby IF    | 0-1     | Lillestrøm SK |
| 9 februari 2006  | Brøndby IF    | 1-2     | FC Kopenhagen |
| 12 februari 2006 | Brøndby IF    | 2-0     | Kalmar FF     |
| 12 februari 2006 | FC Kopenhagen | 1-1     | Lillestrøm SK |
| 16 februari 2006 | FC Kopenhagen | 1-1     | Kalmar FF     |
| 16 februari 2006 | Lillestrøm SK | 2-2     | Brøndby IF    |

 Klassement Groep 2
| Plaats | Land          | W : w - g - v | Punten | Doelsaldo |
| ------ | ------------- | ------------- | ------ | --------- |
| 1      | Lillestrøm SK | 6 : 2 - 4 - 0 | 10     | 6-3       |
| 2      | FC Kopenhagen | 6 : 1 - 4 - 1 | 7      | 5-5       |
| 3      | Brøndby IF    | 6 : 1 - 3 - 2 | 6      | 7-7       |
| 4      | Kalmar FF     | 6 : 1 - 3 - 2 | 6      | 3-6       |

 Groep 3 
| Datum            | Thuisclub                | Uitslag | Uitclub                  |
| ---------------- | ------------------------ | ------- | ------------------------ |
| 24 november 2005 | FC Lyn Oslo              | 1-0     | IFK Göteborg             |
| 24 november 2005 | Aalborg BK               | 1-3     | Djurgårdens IF Stockholm |
| 27 november 2005 | Djurgårdens IF Stockholm | 0-1     | IFK Göteborg             |
| 8 december 2005  | IFK Göteborg             | 3-3     | Aalborg BK               |
| 8 december 2005  | FC Lyn Oslo              | 1-2     | Djurgårdens IF Stockholm |
| 11 december 2005 | IFK Göteborg             | 1-3     | FC Lyn Oslo              |
| 13 december 2005 | Djurgårdens IF Stockholm | 2-1     | Aalborg BK               |
| 9 februari 2006  | Aalborg BK               | 2-1     | FC Lyn Oslo              |
| 12 februari 2006 | IFK Göteborg             | 2-0     | Djurgårdens IF Stockholm |
| 12 februari 2006 | FC Lyn Oslo              | 0-0     | Aalborg BK               |
| 16 februari 2006 | Aalborg BK               | 0-0     | IFK Göteborg             |
| 16 februari 2006 | Djurgårdens IF Stockholm | 1-1     | FC Lyn Oslo              |

 Klassement Groep 3 
| Plaats | Land                     | W : w - g - v | Punten | Doelsaldo |
| ------ | ------------------------ | ------------- | ------ | --------- |
| 1      | Djurgårdens IF Stockholm | 6 : 3 - 1 - 2 | 10     | 8-7       |
| 2      | FC Lyn Oslo              | 6 : 2 - 2 - 2 | 7      | 7-6       |
| 3      | IFK Göteborg             | 6 : 2 - 2 - 2 | 8      | 7-7       |
| 4      | Aalborg BK               | 6 : 1 - 3 - 2 | 6      | 7-9       |

## Kwartfinale
- Gespeeld op 23 februari ; 9 en 11 maart 2006

| Club                     | Uitslagen         | Club                  |
| ------------------------ | ----------------- | --------------------- |
| FC Kopenhagen            | 2-0, 0-2 ns (3-0) | Hammerby IF Stockholm |
| IFK Göteborg             | 0-0, 0-2          | Lillestrøm SK         |
| FC Lyn Oslo              | 1-3, 0-1          | FC Midtjylland        |
| Djurgårdens IF Stockholm | 2-1, 3-1          | Vålerenga IF Oslo     |

## Halve finale
- Gespeeld op 16 maart; 23 en 26 maart 2006

| Club                     | Uitslagen | Club           |
| ------------------------ | --------- | -------------- |
| FC Kopenhagen            | 3-1, 4-0  | FC Midtjylland |
| Djurgårdens IF Stockholm | 1-3, 0-1  | Lillestrøm SK  |

## Finale
| Datum        | Plaats     | Winnaar       | Uitslag | Finalist      |
| ------------ | ---------- | ------------- | ------- | ------------- |
| 9 april 2006 | Kopenhagen | FC Kopenhagen | 1-0     | Lillestrøm SK |

2004/05 · 2005/06 · 2006/07